# ホリデー快速おくたま
ホリデー快速おくたま（ホリデーかいそくおくたま）は、東日本旅客鉄道（JR東日本）が中央本線（中央線快速）・青梅線経由で運行している特別快速列車である。
なお本項では、かつて青梅線や五日市線に向けて運転されていた臨時列車についても記す。

## 概要
1990年10月より「ホリデー快速」の一員として休日に運行される臨時列車となった。その後、2001年12月1日に通常の土曜・休日ダイヤに組み込まれ、定期列車に昇格した。基本的には「ホリデー快速おくたま」と表記されている。
なお千葉から「ホリデー快速おくたまハイキング」「ホリデー快速あきがわハイキング」という列車も存在していたが、こちらは秋の休日を中心に運転されていた。
運用上の種別は「特別快速」であり、駅の接近・案内放送やホーム上の発車標においても「特別快速（ホリデー快速）「おくたま」」と案内されるが（東京 - 立川間に限れば停車駅は通常の休日の特別快速と同じである）、青梅線内にも通過駅を持つため実質的には青梅特快よりも上位の種別とみなせる。一方で通勤特快は中央線内は特別快速が停車する中野・三鷹を通過するのに対し、青梅線内は各駅に停車するため、中央線内では下位、青梅線内は上位種別となる。なおJR東日本のホームページにおいては、列車種別は『特別快速』、列車名は『ホリデー快速おくたま号』と表記されている（JR東日本:駅の時刻表参照）。
2023年3月以降、唯一運転されているホリデー快速となっている。

## 運行概況
各列車3往復運行されている。
当初は全て新宿駅 - 奥多摩駅間での運転で、新宿駅 - 拝島駅間では「ホリデー快速あきがわ」と併結して運転されていた。
2009年3月14日のダイヤ改正より上り列車のみ東京行きに延長された。東京到着後は直接車庫には入らず、そのまま通常の中央線快速電車の運用に入っていた。
2023年3月18日のダイヤ改正からは、青梅駅 - 奥多摩駅間がワンマン運転となる事に伴い、新宿駅 - 青梅駅での運転になり、青梅駅 - 奥多摩駅間は季節運行の臨時列車となっている（ただし、本列車のみ車掌が乗務し6両編成で運行）。
2025年3月15日のダイヤ改正より、下り列車も東京駅始発に延長された。

### 停車駅

#### 定期列車
東京駅 - 神田駅 - 御茶ノ水駅 - 四ツ谷駅 - 新宿駅 - 中野駅 - 三鷹駅 - 国分寺駅 - 立川駅 - 西立川駅 - 拝島駅 - 福生駅 - 青梅駅
- 青梅線内は青梅特快は各駅に停車するが、本列車は上記の駅に停車する。

#### 臨時列車
青梅駅 - 御嶽駅 - 奥多摩駅
- 全列車が青梅駅で定期列車との対面乗り換えを行う。

#### 備考
また、沿線のイベント開催時には以下の駅にも停車することがある。
- 横田基地日米友好祭期間中 - 牛浜駅
- はむら花と水のまつり（チューリップまつり）期間中 - 羽村駅
- 青梅マラソン大会、塩船観音寺「つつじまつり」期間中 - 河辺駅
- 吉野梅郷梅まつり期間中 - 日向和田駅
- 駅からハイキング開催時 - 古里駅

### 使用車両
2023年3月18日のダイヤ改正以降は、従来と変わらず豊田車両センター所属のE233系が使用されるが、途中駅での分割・併合がなくなったため、東京駅 - 青梅駅間（1 - 6号）ではこれまで使用されていたH編成に加えて10両固定編成のT編成も使用されるようになった。青梅駅 - 奥多摩駅間（81 - 86号）では6両編成（青600番台編成）で運転されている。
2007年3月18日のダイヤ改正から2023年3月18日のダイヤ改正までは、豊田車両センター所属のE233系H編成（6両編成）が使用され、新宿 - 拝島間では「ホリデー快速あきがわ」と併結した10両編成で、拝島 - 奥多摩間では6両編成で運転されていた。
E233系使用開始前は201系が使用されていた。2007年3月18日から2008年3月15日のダイヤ改正まではE233系との共通運用であったが、この時はE233系に合わせて東京方から6+4両に組み替えたH編成が運用された。なお、201系の前面種別幕には「おくたま」用の幕が入っていたが、種別幕設置までは専用の種別板を特快表示枠に差し込んで対応していた。

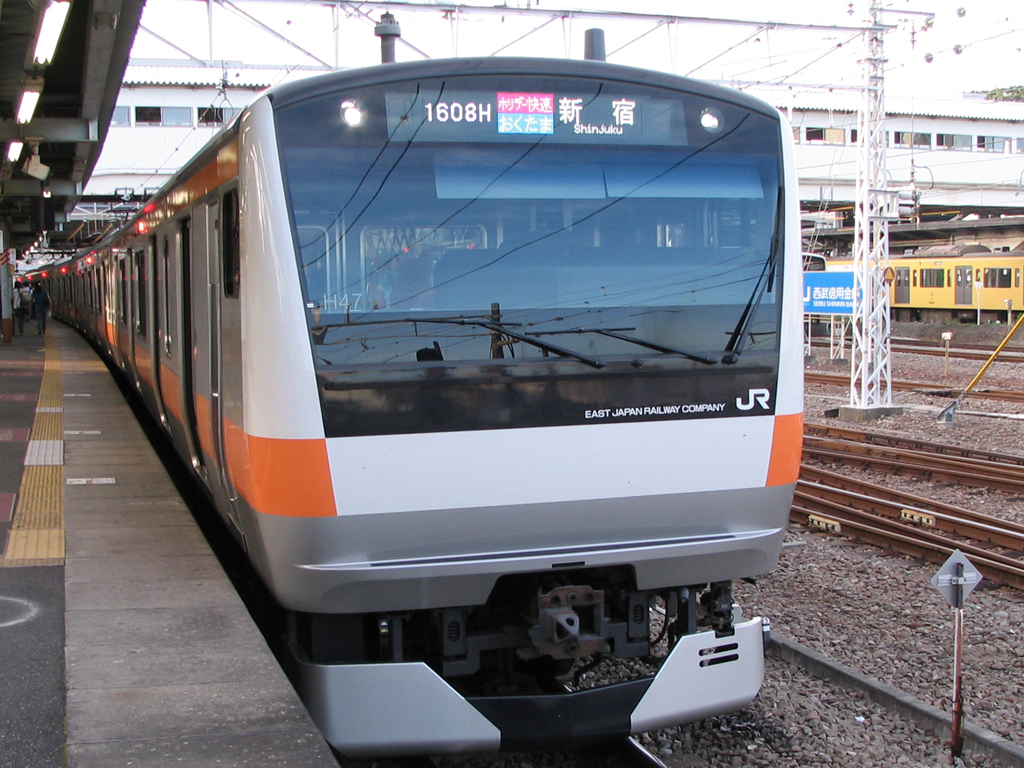
E233系

## おくたまハイキング号・あきがわハイキング号
千葉駅 - 奥多摩駅・武蔵五日市駅間でかつて運行された臨時快速列車。
運転開始当初は165系を使用していたが、後に201系に移行した。但し、その時も「おくたま」「あきがわ」の種別幕を使用していた。

## 川崎-奥多摩ハイキング号・お座敷みたけ清流号

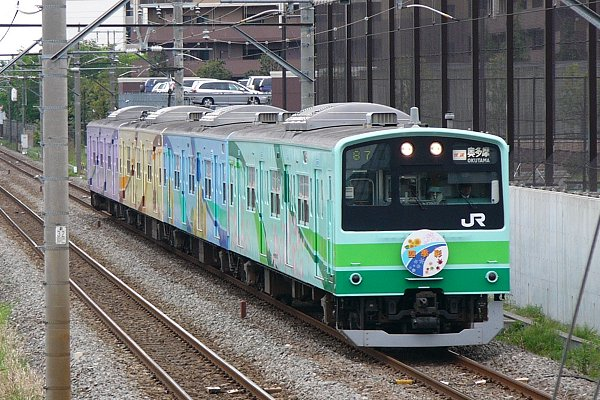
「四季彩」（旧塗装）が運行に就く快速「川崎-奥多摩ハイキング」号
（2004年5月2日 武蔵新城 - 武蔵溝ノ口）

川崎駅 - 奥多摩駅間でかつて運行された臨時快速列車。2006年を最後に運行されていない。

### 停車駅
川崎駅 - 武蔵小杉駅 - 武蔵溝ノ口駅 - 登戸駅 - 稲田堤駅 - 稲城長沼駅 - 府中本町駅 - 分倍河原駅 - 立川駅 -（西立川駅）- 拝島駅 - 福生駅 - 青梅駅 -（この間は各駅停車）- 奥多摩駅
- 西立川駅は奥多摩行きのみが停車した。

### 使用車両
運転開始当初は田町車両センター（運行当時は旧田町電車区）の165系・167系アコモ車を使用し、その後103系を使用していたが、2002年10月12日からは201系「四季彩」で運転されていた。

## ホリデー快速あきがわ
東京駅・新宿駅と五日市線を結ぶ特別快速列車で、拝島駅以東は「ホリデー快速おくたま」と併結して運転されていた。各列車3往復運行されていた。
1990年10月より「ホリデー快速」の一員として休日に運行される臨時列車となった。その後、2001年12月1日に「ホリデー快速おくたま」とともに通常の土曜・休日ダイヤに組み込まれ、定期列車に昇格した。基本的には「ホリデー快速あきがわ」と表記されていた。
2022年3月12日以降、廃止となるまで、東京都心とあきる野市を直通で結ぶ唯一の列車となっていた。

### 停車駅
（東京駅 ← 神田駅 ← 御茶ノ水駅 ← 四ツ谷駅 ←）新宿駅 - 中野駅 - 三鷹駅 - 国分寺駅 - 立川駅 - 西立川駅 - 拝島駅 - 熊川駅 - 東秋留駅 - 秋川駅 - 武蔵引田駅 - 武蔵増戸駅 - 武蔵五日市駅
- 括弧内は上り東京行きの停車駅。
- 五日市線内は各駅停車。
- 東京駅・新宿駅 - 拝島駅間は「ホリデー快速おくたま」と併結して運転。

### 使用車両
2007年3月18日のダイヤ改正以降は、豊田車両センター所属のE233系H編成（4両編成）が使用されていた。新宿 - 拝島間は「ホリデー快速おくたま」と併結した10両編成で、五日市線区間では4両編成で運転されていた。

## 沿革
- 1971年（昭和46年）7月 - 「おくたま」「みたけ」「あきかわ」運行開始。当時は「あきがわ」と濁らず「あきかわ」であった(「あきがわ」への改称は早くとも1980年以後である)。
  - 中央本線特別快速の延長として設定され、案内の際には「特別快速」の称を与えられた。また、臨時列車であったことから冬季の運行は中止されていた。運行開始当時の使用車両は快速電車で使用していた101系であり、その後201系へ移行した。なお、101系と同時期に運用されていた103系は本列車への充当経験を持たない。
  - 運行状況としては「おくたま」と「みたけ」が各2往復、「あきかわ」が4往復で運行されていた。
- 1983年（昭和58年）10月 - 201系の分割運用開始に伴い、4往復中3往復を101系から201系に置き換え。
- 1984年（昭和59年）2月 - 1984年2月1日国鉄ダイヤ改正で101系の分割運用が中止され、4往復とも201系による運転となる。
- 1985年（昭和60年） - 「おくたま」の本数を増加させるとともに、「みたけ」が上りのみ1本の運行となる。
- 1988年（昭和63年） - この頃から千葉駅発着の「おくたまハイキング」「あきがわハイキング」が運行を開始する。千葉 - 御茶ノ水間の停車駅は稲毛駅・津田沼駅・船橋駅・市川駅・新小岩駅・錦糸町駅・秋葉原駅で、千葉 - 錦糸町間は総武快速線、錦糸町 - 御茶ノ水間は総武緩行線を経由していた。
  - 12月 - 停車駅が異なる青梅特快が設定されたため、「臨時特快」の名称で案内されるようになる。
- 1990年（平成2年）10月 - 「ホリデー快速」の称を愛称として冠するようになる。
- 2000年（平成12年）5月27日 - 「川崎 - 奥多摩ハイキング号」が臨時列車として運転を開始。
- 2001年（平成13年）12月1日 - 「ホリデー快速みたけ」の運行を終了するとともに、「ホリデー快速おくたま」「ホリデー快速あきがわ」の運行本数も3往復に減少、同時に冬季減便を取り止め、毎土休日運転の定期列車に昇格する。
- 2005年（平成17年） - 連結側へのヘッドマークの取り付けを廃止し、前面と後面のみの装着となった。
- 2007年（平成19年）3月18日 - E233系の使用を開始。
- 2008年（平成20年）3月15日 - 201系の使用を終了。
- 2009年（平成21年）3月14日 - 上り列車が東京行きとなる（下りは従来通り新宿始発）。
- 2015年（平成27年）3月14日 - 下り列車の時刻が見直しになる。1号は繰り上げ。従来の1・3号が3・5号となる。
- 2022年（令和4年）10月15日 - この日に限り、3往復すべてを河辺発着で運転[6]。
- 2023年（令和5年）3月18日 - 次の通りの体制となる[2]。
  - おくたま - 青梅駅で系統が分割され、青梅駅 - 奥多摩駅間が多客時に運行される臨時列車に変更される[注釈 1]。新宿 - 青梅駅間の定期列車と青梅駅 - 奥多摩駅間の臨時列車は青梅駅で対面乗換という形となる。
  - あきがわ - 列車が廃止となり、立川駅 - 武蔵五日市駅間を運行する普通列車が代替列車となる。
- 2025年（令和7年）3月15日 - グリーン車自由席の連結を開始。